# 13e étape du Tour de France 1995
Pour un article plus général, voir Tour de France 1995.
La 13e étape du Tour de France 1995 a eu lieu le 15 juillet 1995 entre la ville de Mende et celle de Revel sur une distance de 245 km. Elle a été remportée l'Ukrainien Sergueï Outschakov (Polti-Granarolo-Santini). Il l'emporte lors d'un sprint à deux en devançant l'américain Lance Armstrong (Motorola) et l'Italien Bruno Cenghialta (Gewiss-Ballan) qui termine à 59 secondes. L'Espagnol Miguel Indurain (Banesto) termine dans le peloton à près de 20 minutes et conserve le maillot jaune de leader au terme de l'étape.

## Profil et parcours
Au départ de Mende, l'étape rencontre au km 21,5 la côte de Chanac, première difficulté classée en 4e catégorie. Le premier sprint intermédiaire est jugé en Aveyron à Rivière-sur-Tarn avant de passer à Millau, ville située 11 km avant la côte de Raujeoles en 4e catégorie puis la côte de Tiergues en 3e catégorie peu avant Saint-Affrique où se déroule le ravitaillement. Direction est prise pour le département du Tarn et les monts de Lacaune par Belmont-sur-Rance où commence la montée du col de Sié (999 m et km 148,5) en deuxième catégorie peu avant Lacaune. L'altitude régresse progressivement avant l'escarpement de la côte de Bel-Air en 4e catégorie, puis un secteur terminal assez plat à partir de Castres, propice aux effets de bordure. Le second sprint intermédiaire est disputé à Dourgne au km 219,5 peu avant l'entrée en Haute-Garonne, Revel et sa classique côte de Saint-Ferréol (3e catégorie) et l'arrivée l'arrivée dans la ville après 245 km de course.

## Classement de l'étape
| \| Classement de l'étape \| Classement de l'étape \| Classement de l'étape \| Classement de l'étape \| Classement de l'étape \| \| Coureur \| Coureur \| Pays \| Équipe \| Temps \| \| --------------------- \| --------------------- \| --------------------- \| ----------------------- \| --------------------- \| \| 1er \| Sergueï Outschakov \| Ukraine \| Polti-Granarolo-Santini \| 5 h 50 min 45 s \| \| 2e \| Lance Armstrong \| États-Unis \| Motorola \| + 0 s \| \| 3e \| Bruno Cenghialta \| Italie \| Gewiss-Ballan \| + 59 s \| \| 4e \| Hernán Buenahora \| Colombie \| Kelme-Sureña-Avianca \| + 59 s \| \| 5e \| Davide Perona \| Italie \| Lampre-Panaria \| + 12 min 37 s \| \| 6e \| Marco Milesi \| Italie \| Brescialat-Fago \| + 12 min 37 s \| \| 7e \| Frankie Andreu \| États-Unis \| Motorola \| + 12 min 37 s \| \| 8e \| Bo Hamburger \| Danemark \| TVM-Polis Direct \| + 15 min 08 s \| \| 9e \| Viatcheslav Ekimov \| Russie \| Novell \| + 15 min 08 s \| \| 10e \| Bart Voskamp \| Pays-Bas \| TVM-Polis Direct \| + 16 min 16 s \| |                    |            |                         |                 |
| |                    |            |                         |                 |
| |                    |            |                         |                 |
| Classement de l'étape |                    |            |                         |                 |
| Coureur | Coureur            | Pays       | Équipe                  | Temps           |
| 1er | Sergueï Outschakov | Ukraine    | Polti-Granarolo-Santini | 5 h 50 min 45 s |
| 2e | Lance Armstrong    | États-Unis | Motorola                | + 0 s           |
| 3e | Bruno Cenghialta   | Italie     | Gewiss-Ballan           | + 59 s          |
| 4e | Hernán Buenahora   | Colombie   | Kelme-Sureña-Avianca    | + 59 s          |
| 5e | Davide Perona      | Italie     | Lampre-Panaria          | + 12 min 37 s   |
| 6e | Marco Milesi       | Italie     | Brescialat-Fago         | + 12 min 37 s   |
| 7e | Frankie Andreu     | États-Unis | Motorola                | + 12 min 37 s   |
| 8e | Bo Hamburger       | Danemark   | TVM-Polis Direct        | + 15 min 08 s   |
| 9e | Viatcheslav Ekimov | Russie     | Novell                  | + 15 min 08 s   |
| 10e | Bart Voskamp       | Pays-Bas   | TVM-Polis Direct        | + 16 min 16 s   |

## Classement général
| \| Classement général \| Classement général \| Classement général \| Classement général \| Classement général \| \| Coureur \| Coureur \| Pays \| Équipe \| Temps \| \| ------------------ \| ------------------ \| ------------------ \| --------------------- \| ------------------ \| \| 1er \| Miguel Indurain \| Espagne \| Banesto \| 58 h 56 min 50 s \| \| 2e \| Alex Zülle \| Suisse \| ONCE \| + 2 min 44 s \| \| 3e \| Laurent Jalabert \| France \| ONCE \| + 3 min 35 s \| \| 4e \| Bjarne Riis \| Danemark \| Gewiss-Ballan \| + 6 min 00 s \| \| 5e \| Melchor Mauri \| Espagne \| ONCE \| + 7 min 56 s \| \| 6e \| Tony Rominger \| Suisse \| Mapei-GB-Latexco \| + 8 min 56 s \| \| 7e \| Ivan Gotti \| Italie \| Gewiss-Ballan \| + 8 min 57 s \| \| 8e \| Marco Pantani \| Italie \| Carrera Jeans-Tassoni \| + 12 min 38 s \| \| 9e \| Hernán Buenahora \| Colombie \| Kelme-Sureña-Avianca \| + 13 min 55 s \| \| 10e \| Fernando Escartín \| Espagne \| Mapei-GB-Latexco \| + 14 min 20 s \| |                   |          |                       |                  |
| |                   |          |                       |                  |
| |                   |          |                       |                  |
| Classement général |                   |          |                       |                  |
| Coureur | Coureur           | Pays     | Équipe                | Temps            |
| 1er | Miguel Indurain   | Espagne  | Banesto               | 58 h 56 min 50 s |
| 2e | Alex Zülle        | Suisse   | ONCE                  | + 2 min 44 s     |
| 3e | Laurent Jalabert  | France   | ONCE                  | + 3 min 35 s     |
| 4e | Bjarne Riis       | Danemark | Gewiss-Ballan         | + 6 min 00 s     |
| 5e | Melchor Mauri     | Espagne  | ONCE                  | + 7 min 56 s     |
| 6e | Tony Rominger     | Suisse   | Mapei-GB-Latexco      | + 8 min 56 s     |
| 7e | Ivan Gotti        | Italie   | Gewiss-Ballan         | + 8 min 57 s     |
| 8e | Marco Pantani     | Italie   | Carrera Jeans-Tassoni | + 12 min 38 s    |
| 9e | Hernán Buenahora  | Colombie | Kelme-Sureña-Avianca  | + 13 min 55 s    |
| 10e | Fernando Escartín | Espagne  | Mapei-GB-Latexco      | + 14 min 20 s    |

## Classements annexes
| Classement par points | Classement par points    | Classement par points | Classement par points        | Classement par points |
| Coureur               | Coureur                  | Pays                  | Équipe                       | Points                |
| --------------------- | ------------------------ | --------------------- | ---------------------------- | --------------------- |
| 1er                   | Laurent Jalabert         | France                | ONCE                         | 249 pts               |
| 2e                    | Djamolidine Abdoujaparov | Ouzbekistan           | Novell                       | 196 pts               |
| 3e                    | Miguel Indurain          | Espagne               | Banesto                      | 139 pts               |
| 4e                    | Bjarne Riis              | Danemark              | Gewiss-Ballan                | 123 pts               |
| 5e                    | Erik Zabel               | Allemagne             | Deutsche Telekom-Merckx-Audi | 105 pts               |

| Classement par points | Classement par points    | Classement par points | Classement par points        | Classement par points |
| Coureur               | Coureur                  | Pays                  | Équipe                       | Points                |
| --------------------- | ------------------------ | --------------------- | ---------------------------- | --------------------- |
| 1er                   | Laurent Jalabert         | France                | ONCE                         | 249 pts               |
| 2e                    | Djamolidine Abdoujaparov | Ouzbekistan           | Novell                       | 196 pts               |
| 3e                    | Miguel Indurain          | Espagne               | Banesto                      | 139 pts               |
| 4e                    | Bjarne Riis              | Danemark              | Gewiss-Ballan                | 123 pts               |
| 5e                    | Erik Zabel               | Allemagne             | Deutsche Telekom-Merckx-Audi | 105 pts               |

| Classement de la montagne | Classement de la montagne | Classement de la montagne | Classement de la montagne | Classement de la montagne |
| Coureur                   | Coureur                   | Pays                      | Équipe                    | Points                    |
| ------------------------- | ------------------------- | ------------------------- | ------------------------- | ------------------------- |
| 1er                       | Richard Virenque          | France                    | Festina-Lotus             | 226 pts                   |
| 2e                        | Alex Zülle                | Suisse                    | ONCE                      | 153 pts                   |
| 3e                        | Miguel Indurain           | Espagne                   | Banesto                   | 124 pts                   |
| 4e                        | Federico Muñoz            | Colombie                  | Kelme-Sureña-Avianca      | 95 pts                    |
| 5e                        | Hernán Buenahora          | Colombie                  | Kelme-Sureña-Avianca      | 94 pts                    |

| Classement de la montagne | Classement de la montagne | Classement de la montagne | Classement de la montagne | Classement de la montagne |
| Coureur                   | Coureur                   | Pays                      | Équipe                    | Points                    |
| ------------------------- | ------------------------- | ------------------------- | ------------------------- | ------------------------- |
| 1er                       | Richard Virenque          | France                    | Festina-Lotus             | 226 pts                   |
| 2e                        | Alex Zülle                | Suisse                    | ONCE                      | 153 pts                   |
| 3e                        | Miguel Indurain           | Espagne                   | Banesto                   | 124 pts                   |
| 4e                        | Federico Muñoz            | Colombie                  | Kelme-Sureña-Avianca      | 95 pts                    |
| 5e                        | Hernán Buenahora          | Colombie                  | Kelme-Sureña-Avianca      | 94 pts                    |

| Classement du meilleur jeune | Classement du meilleur jeune | Classement du meilleur jeune | Classement du meilleur jeune | Classement du meilleur jeune |
| Coureur                      | Coureur                      | Pays                         | Équipe                       | Temps                        |
| ---------------------------- | ---------------------------- | ---------------------------- | ---------------------------- | ---------------------------- |
| 1er                          | Marco Pantani                | Italie                       | Carrera Jeans-Tassoni        | 59 h 09 min 28 s             |
| 2e                           | Mariano Rojas                | Espagne                      | ONCE                         | + 12 min 57 s                |
| 3e                           | Bo Hamburger                 | Danemark                     | TVM-Polis Direct             | + 13 min 46 s                |
| 4e                           | Vicente Aparicio             | Espagne                      | Banesto                      | + 19 min 07 s                |

| Classement du meilleur jeune | Classement du meilleur jeune | Classement du meilleur jeune | Classement du meilleur jeune | Classement du meilleur jeune |
| Coureur                      | Coureur                      | Pays                         | Équipe                       | Temps                        |
| ---------------------------- | ---------------------------- | ---------------------------- | ---------------------------- | ---------------------------- |
| 1er                          | Marco Pantani                | Italie                       | Carrera Jeans-Tassoni        | 59 h 09 min 28 s             |
| 2e                           | Mariano Rojas                | Espagne                      | ONCE                         | + 12 min 57 s                |
| 3e                           | Bo Hamburger                 | Danemark                     | TVM-Polis Direct             | + 13 min 46 s                |
| 4e                           | Vicente Aparicio             | Espagne                      | Banesto                      | + 19 min 07 s                |

| Classement par équipes | Classement par équipes | Classement par équipes | Classement par équipes |
| Équipe                 | Équipe                 | Pays                   | Temps                  |
| ---------------------- | ---------------------- | ---------------------- | ---------------------- |
| 1re                    | ONCE                   | Espagne                | 176 h 57 min 11 s      |
| 2e                     | Gewiss-Ballan          | Italie                 | + 11 min 18 s          |
| 3e                     | Mapei-GB-Latexco       | Italie                 | + 43 min 23 s          |
| 4e                     | Carrera Jeans-Tassoni  | Italie                 | + 46 min 52 s          |
| 5e                     | Festina-Lotus          | France                 | + 1 h 00 min 32 s      |

| Classement par équipes | Classement par équipes | Classement par équipes | Classement par équipes |
| Équipe                 | Équipe                 | Pays                   | Temps                  |
| ---------------------- | ---------------------- | ---------------------- | ---------------------- |
| 1re                    | ONCE                   | Espagne                | 176 h 57 min 11 s      |
| 2e                     | Gewiss-Ballan          | Italie                 | + 11 min 18 s          |
| 3e                     | Mapei-GB-Latexco       | Italie                 | + 43 min 23 s          |
| 4e                     | Carrera Jeans-Tassoni  | Italie                 | + 46 min 52 s          |
| 5e                     | Festina-Lotus          | France                 | + 1 h 00 min 32 s      |